# Eutypella microspora
Eutypella microspora är en svampart som först beskrevs av Cooke & Plowr., och fick sitt nu gällande namn av Pier Andrea Saccardo 1882. Eutypella microspora ingår i släktet Eutypella och familjen Diatrypaceae.   Inga underarter finns listade i Catalogue of Life.